# ألبرت هيل (عداء المسافات المتوسطة)
ألبرت هيل (بالإنجليزية: Albert Hill) (و. 1889 – 1969 م) هو عداء مسافات متوسطة، ومنافس ألعاب قوى بريطاني، شارك في الألعاب الأولمبية الصيفية 1920، توفي في لندن، عن عمر يناهز 80 عاماً.

## روابط خارجية
- ألبرت هيل على موقع اللجنة الأولمبية الدولية (الإنجليزية)
- ألبرت هيل على موقع أوليمبيديا (الإنجليزية)
- ألبرت هيل على موقع اللجنة الأولمبية البريطانية (الإنجليزية)